# Југославија
Југославија је била назив за три сукцесивне државе у југоисточној Европи, које су носиле тај назив од 1929. до 2003. године. Краљевина Срба, Хрвата и Словенаца је основана 1918. године, а 1929. званично преименована у Краљевину Југославију (позната и као прва Југославија). Земљу су током Другог светског рата окупирале силе Осовине. Током 1945. године, накратко је постојала Демократска Федеративна Југославија, формално монархија, али већ са доминантним републиканским уређењем, да би 29. новембра исте године била проглашена Федеративна Народна Република Југославија − федерација са 6 република и 2 аутономне покрајине (позната и као друга Југославија). 1963. године, донет је нови устав, којим је земља преименована у Социјалистичку Федеративну Републику Југославију. Почетком 1990-их година, СФРЈ се распала у грађанском рату, али су две бивше републике, Србија и Црна Гора, одлучиле да наставе југословенску идеју, па је 27. априла 1992. проглашена Савезна Република Југославија (трећа Југославија). Доношењем Уставне повеље Државне заједнице Србија и Црна Гора, 3. фебруара 2003, којим су ове две републике наставиле постојање заједничке државе још три године (до проглашења независности Црне Горе у мају 2006. године), али је назив „Југославија“ формално укинут.

## Историја
Идеја о стварању заједничке државе свих Јужних Словена развијала се кроз 19. и почетак 20. века. Слабост Турске и јачање Србије, Бугарске и Грчке после Берлинског конгреса унеле су наду код словенских народа под Аустроугарском, али и суревњивост аустроугарске и италијанске власти. У Србији су постојале три идеје о уједињењу. Прва је приповедала о уједињењу Србије и Бугарске, друга је била изражена у „Начертанију” Илије Гарашанина и односила се на стварање југословенске државе, док је трећу заступао Светозар Милетић и односила се на стварање Балканске федерације. Код Јужних Словена у Аустроугарској су постојале две идеје. Прва је заступала стварање југословенске јединице у оквиру Аустроугарске (тријалистичка монархија), а друга је била за стварање независне југословенске државе. Главни противници стварања државе Јужних Словена били су спољни чиниоци.

### Стварање нове државе
Предуслов за стварање југословенске државе било је избијање Првог светског рата. Српска народна скупштина је у Нишу 7. децембра 1914. године усвојила Нишку декларацију којом се залаже за „ослобођење и уједињење све неослобођене браће”. У Паризу  су у пролеће 1915. године аустроугарски емигранти формирали Југословенски одбор. За председника је изабран Анте Трумбић.
Савезници су са Србијом незванично преговарали, нудећи Босну и Херцеговину, Славонију, Срем, Бачку, јужну Далмацију и северну Албанију, али без Македоније и дела Баната. За улазак у рат Савезници су Италији претходно, тајним Лондонским уговором обећали Истру и већи део Далмације, док је у исто време у незваничним преговорима Румунији је нуђен Банат, а Бугарској Македонија. Србија је одбацила овакав договор пошто није била спремна да се одрекне Македоније. Компромис између ставова српске владе на челу са Николом Пашићем и Југословенског одбора чинила је Крфска декларација од 20. јула 1917. године.
Договорено је да име будуће државе буде Краљевство Срба, Хрвата и Словенаца, да ће бити уставна, демократска и парламентарна монархија на челу са династијом Карађорђевић и да су Срби, Хрвати и Словенци један народ са три имена. У октобру 1918. године у Загребу је створено Народно вијеће Словенаца, Хрвата и Срба са циљем да се образује независна држава на јужнословенским просторима Аустроугарске — названа је Држава Словенаца, Хрвата и Срба. Таква држава би се касније ујединила са Краљевином Србијом. Дана 29. октобра 1918. године Хрватски сабор је раскинуо све државно-правне везе са Бечом и Будимпештом. Пошто нова држава није била способна да се брани од италијанских претензија, позвала је српску војску да заштити „националне територије Југословена”. Велика народна скупштина у Новом Саду је 25. новембра донела одлуку о присаједињењу Баната, Бачке и Барање Србији. Дан пре тога 24. новембра је збор посланика народних већа Срема у Руми донео одлуку о присаједињењу Срема Србији. Велика народна скупштина у Подгорици је 26. новембра одлучила да се Петровићи Његоши збаце са престола Црне Горе те да се присаједини Србији. Вијеће народних првака и посланика 28. новембра је донело одлуку да се Босна и Херцеговина припоји Србији. Народно вијеће из Загреба је 25. новембра донело одлуку да се југословенско подручје Аустроугарске (Држава Словенаца, Хрвата и Срба) уједини са Србијом у нову државу. Дана 1. децембра 1918. године основано је Краљевство Срба, Хрвата и Словенаца.

### Краљевина СХС и Краљевина Југославија
Дана 20. децембра 1918. године формирана је прва влада на челу са Стојаном Протићем. Потпредседник је био Словенац Антон Корошец, министар унутрашњих послова Србин Светозар Прибићевић, а министар спољних послова Хрват Анте Трумбић.
Највеће странке су биле Народна радикална (НРС) и Демократска (ДС). Такође су деловале и Хрватска републиканска сељачка странка (ХРСС) Стјепана Радића, Словеначка народна странка (СНС) Антона Корошеца и Југословенска муслиманска организација (ЈМО). Држава је била подељена на 33 области, округе, срезове и општине. На челу области је био велики жупан кога је постављао краљ. Грађани су уживали сва демократска права. ХРСС је тражила да држава постане федерална република, али се потом измирила са двором и из свог назива избацила реч републиканска. Врх државе је почео да спроводи политику помирења. Тако су у нову војску примани бивши аустроугарски официри, укључујући и оне који су извршили злочине над Србима.
Дана 28. јуна 1921. донет је Видовдански устав. Устав је прогласио концепт државног и народног јединства. Владар је сазивао редовна и ванредна заседања Народне скупштине, могао ју је распустити, потврђивао је и проглашавао законе, био је врховни заповедник војске и заступао је државу у иностранству.
Комунистичка партија Југославије је основана априла 1919. године. Њене вође су се залагале за револуцију и долазак на власт насиљем. Њихов рад је суспендован Обзнаном (владином уредбом). На Четвртом конгресу КПЈ предвиђено је стварање независних држава Хрватске, Црне Горе, Македоније и Словеније, док би Мађари и Албанци имали право да се одвоје.
Непрестана полемика између радикала и хрватских посланика је дошла до критичне тачке. После увреда које је изнео на рачун Срба, радикалски посланик Пуниша Рачић је убио Павла Радића и Ђуру Басаричека и тешко ранио Стјепана Радића, који је касније подлегао повредама. Нови вођа ХСС је постао Влатко Мачек. Краљ је размишљао о мирном разилажењу Срба и Хрвата. Линија разграничења би била: Вировитица, Пакрац, Уна, Крка, Шибеник и Задар. Краљ Александар је завео диктатуру 6. јануара 1929. године. Дана 3. октобра је преименовао државу у Краљевина Југославија. Део посланика Хрватске странке права (Анте Павелић) одлази у иностранство и ствара усташку организацију. У Македонији јачају пробугарски елементи.
Држава је подељена на девет бановина и град Београд. Краљ је донео „Септембарски устав” 1931. године.

### Пад Краљевине Југославије
Како би се спречиле ревизионистичке снаге Мађарске и Бугарске, створени су нови савези, Мала Антанта (Југославија, Чехословачка и Румунија) и Балкански савез (Југославија, Румунија, Турска и Грчка). Под заштитом Италије, Немачке и Мађарске, хрватске усташе и Унутрашња македонска револуционарна организација су извршили атентат на краља Александра Карађорђевића у Марсељу у Француској, 9. октобра 1934. године. Убијен је и министар спољних послова Француске, Луј Барту. Уместо малолетног краљевића Петра II, државом је управљало тројно Намесништво, чији је најистакнутији члан био кнез Павле. На изборима маја 1935. године је победио Милан Стојадиновић, оснивач Српске радикалне странке. Потписао је конкордат са Ватиканом и радио на зближавању са Италијом и Немачком. Под британским утицајем Стојадиновић је дао оставку, нови председник владе је постао Драгиша Цветковић, а потпредседник Влатко Мачек. Споразумом Цветковић—Мачек створена је Бановина Хрватска 26. августа 1939. године.

### Југославија у Другом светском рату
Влада Цветковић—Мачек је 25. марта 1941. године, у замку Белведере у Бечу, потписала протокол о приступању Тројном пакту. 26. и 27. марта је извршен државни удар, свргнута је влада и намесништво. У јутро 27. марта је постављена нова влада на челу са генералом Душаном Симовићем. У Београду су одржане велике демонстрације против савезништва са Немачком. Хитлер је издао директиву да се Југославија жестоко нападне. Бомбардовањем Београда 6. априла, Југославија се нашла у Другом светском рату. Краљевска војска је капитулирала 17. априла.
На територији Бановине Хрватске, без делова које је присвојила Италија (Сплит, Шибеник, већина острва) и Мађарска (Међумурје, Барања и Бачка), Босне и Херцеговине и Срема створена је усташка Независна Држава Хрватска (НДХ). Словенија је подељена између Италије, Немачке и Мађарске. Бугари су окупирали Македонију и југоисточну Србију. Црну Гору је окупирала Италија. Континуитет Краљевине Југославије је наставила њена влада у емиграцији (Лондон). Призната је као званичан члан Савезника.
У Другом светском рату, у српском народу, су постојала два покрета отпора. 11. маја 1941. године је на Равној гори основана Југословенска војска у отаџбини (четници) пуковника, потом генерала, Драгољуб Михаиловић. 27. јуна је основан Партизански одреди Југославије, Народноослободилачка војска Југославије, команданта Јосипа Броза Тита. Основне разлике ова два покрета се огледају у државном уређењу нове Југославије. Четнички покрет је био националистички и ројалистички, а партизански комунистички и републикански. У Србији су постојале две војне квислиншке организације: Српска државна стража генерала Милана Недића и Српски добровољачки корпус Димитрија Љотића.
Током рата Срби су у НДХ страдали највише у логорима Јасеновац (по немачким подацима тамо је убијено 500.000 Срба, Јевреја и Рома), Стара Градишка (75.000), Даница, Јастребарско, Доња Градина. Посебна специфичност су били логори за децу ([[Дечји логор у Сиску). Убијено их је око 55.000. До 1945. године више од 100.000 Срба је напустило Косово и Метохију пред албанским терором.
Под притиском Британаца краљ Петар II је позвао Србе, Хрвате и Словенце да приступе у НОВЈ Јосипа Броза Тита. Југославија је ослобођена пробијањем Сремског фронта 12. априла 1945. године. Рат је у Југославији однео 1.706.000 жртава.

### Друга Југославија
На Другом заседању Антифашистичко веће народног ослобођења Југославије 29. новембра 1943. године збачена је монархија и проглашена република. Нови устав је донет 31. јануара 1946. године, када држава мења име у Федеративна Народна Република Југославија. Устав је именовао пет нација, шест република и две аутономне покрајине. Републике: Словенија, Хрватска, Босна и Херцеговина, Црна Гора и Македонија и Србија са Аутономном Покрајином Војводином и Аутономном Покрајином Косовом. Иако федерална, Југославијом је владала централизована КПЈ на челу са Јосипом Брозом Титом. Извршена је национализација имовине. 1948. године Тито није прихватио мешање Стаљина у унутрашње ствари Југославије, те до Стаљинове смрти наступа ера хладних односа са Совјетским Савезом. Стаљинови симпатизери у Југославији су слани у логоре. Године 1950. уведено је радничко самоуправљање. Земља 1963. мења назив у Социјалистичка Федеративна Република Југославија. Југославија је један од оснивача Покрета несврстаних 1961. године и била је његов први домаћин. Творци овог покрета су били Тито, Нехру и Насер. Следећи устав је донет 1963. године.

### Корени распада Југославије
Почели су захтеви да Косово постане република. Године 1971. је дошло до провале хрватског национализма, Хрватско прољеће. Протерана је либерална струја политичара у Србији. Нови устав је донесен 1974. године. Омогућено је даље јачање самосталности република и покрајина. Аутономне Покрајине Војводина и Косово и Метохија су де јуре биле у Србији, а дефакто самосталне републике. После Титове смрти 4. маја 1980. године, почиње југословенски суноврат, прво у привредном па политичком смислу. Дана 25. јуна 1991. године Словенија и Хрватска су прогласиле независност, Македонија 8. септембра 1991, а Босна и Херцеговина 1. марта 1992. године.

### Грађански рат
Након што је Словенија прогласила независност дошло је до краткотрајних сукоба Југословенске народне армије (ЈНА) и Територијалне одбране Републике Словеније (ТОРС).
Рат у Хрватској (1991—1995) је вођен између Хрвата и Срба. Срби су се бунили што су по новом хрватском Уставу изгубили статус конститутивног народа, а Хрвати су се желели да створе националну државу. Хрватска не сматра овај рат грађанским, већ агресијом Србије на њену територију и назива га „домовинским ратом”. Рат је завршен акцијама хрватске војске против српског становништва и падом Републике Српске Крајине у операцијама хрватске војске Бљесак и Олуја. Протерано је преко 300.000 Срба.
Рат у Босни и Херцеговини је био национални и верски рат. Ратовали су Срби, Хрвати и Муслимани. Муслимани сматрају да су Савезна Република Југославија и Хрватска извршили агресију на БиХ. Срби сматрају да је био грађански рат. Хрвати заступају тезу да је по среди агресија СРЈ на БиХ и грађански рат када су Хрвати у питању. Године 1993. Хрвати и Муслимани су се удружили. Рат је завршен Дејтонским мировним споразумом 21. новембра 1995. године. БиХ је подељена је на два ентитета: Федерација Босне и Херцеговине и Република Српска.

### СР Југославија
Србија и Црна Гора су остале у заједничкој држави. Створена је Савезна Република Југославија (СРЈ) 27. априла 1992. године. Први председник је био Добрица Ћосић. Она се сматрао сукцесором, али је 2001. године потписан споразум којим су за сукцесора одређене бивше југословенске републике. Одлуком Генералне скупштине Организација уједињених нација уведене су опште санкције СРЈ под оптужбом да је крива за рат у Босни и Херцеговини. Највећа инфлација на свету обележила је 1993. годину у СРЈ.
Албанска Ослободилачка војска Косова је крајем деведесетих почела са нападима на Србе на Косову и Метохији. Умешале су се западне силе помажући албанску страну. После неуспелих преговора у Рамбујеу, Организација Северноатлантски споразума — НАТО је извршио агресију на СРЈ која је трајала од 24. марта до 10. јуна 1999. године. Погинуло је 1.200—2.500 цивила, а рањено 5000 људи. Незванична штета је процењена на 30 милијарди долара. Дана 9. јуна је потписан Кумановски споразум о прекиду ратног дејства. Резолуцијом Савета безбедности ОУН 1244 Косово и Метохија је стављена под управу Организације уједињених нација, где су УНМИК и КФОР били задужени за одржавање јавног реда и мира и гарантована је целовитост Југославије.
Дана 24. септембра 2000. године су одржани избори. На изборима за председника СРЈ изабран је кандидат коалиције Демократске опозиције Србије (ДОС) Војислав Коштуница. Због непризнавања резултата дошло је до протеста у Београду 5. октобра, на којима се окупило више стотина хиљада људи. Слободан Милошевић, председник СРЈ, морао је да призна победу Војислава Коштунице. На парламентарним изборима у Србији победио је ДОС, а нови председник владе Србије је постао Зоран Ђинђић.
Дана 4. фебруара 2003. године је усвојена Уставна повеља. Створена је Државна заједница Србија и Црна Гора. Административни центар заједнице је био Београд, а центар Врховног суда је био у Подгорици.
Дана 21. маја 2006. године, после референдума у Црној Гори, државна заједница се распала и Србија и Црна Гора су постале независне републике.

## Уметност у Југославији
Западна сфера била је наклоњена више струјањима са запада и везује се за предроманику и романску, готску и за ренесансну и барокну уметност. Источни крајеви су више ослоњени на византијску уметност. Ове границе нису прецизно одређене и често су прелажене, на Деченима се може видети утицај са запада који се овде запажа преко Дубровника а могу се утврдити и неки обрнути правци. Касније се заснивају наше школе и радове често изводе наши домаћи мајстори који одлазе и на запад те се одатле враћају а исто тако су присутни и страни мајстори који су радили на подручју Југославије (Микелоцо Микелоци на кули Минчети у Дубровнику или Јурај Далматинац – видети Фисковића за ове податке).
Византијска уметност даје свој печат у Далмацији (Дубровник) и иконе из Византије кадо су куповане и поштоване су код нас и штоване као посебна светиња. У сликарству се јавља понеки византизам а постојале су и радионице које су радиле на „византијски начин“.
Старохрватска пластика није везана за етничку припадност и Словени су донели ову уметност резања у дрвету. Постоји тврђење да се уметност на тлу Југославије развијала као провинцијална уметност и да се јавља са извесним закашњењем у односу на остали свет. Но ова уметност није спутана званичним оквирима. Фолклорни елементи дају јој многе вредности. Дела су инспирисана зооморфним и геоморфним облицима. Романска уметност- Радованов портал има поетичну страну Христовог рођења. Рана Рашка држава није могла формирати стабилну политику и лукаво се приклања час истоку час западу. Рашка школа у архитектури се може пратити већ на цркви Богородице Љевишке (манастир). Под утицајем Византије се излучује скулптура и опека постаје једини украс у архитектури - манастир Каленић.
Сликарство немамо сачувано изузев нешто мало у Двиграду и нешто у Црвеном отоку код Ровиња што сведочи да је постојао континуитет развоја између 4. века и 12. века, али је то толико фрагментално да се не може створити слика што се заправо дешавало. Од 12. века до 14. века пратимо развој сликарства које има средњовековни карактер, иако се овај касни датум супротставља официјелној категоризацији. У Дубровнику се може уочити стварање које се може назвати школом која његује ренесансни стил. Суседна Италија је имала велики утицај, утицај једног Ђота може се препознати у неким делима а и утицај Византије који струји и обухвата и Истру, али не постоји у Словенији.
У Рашкој је остао став у сликарству о једној истини која је за свагда дата, али је утицај са запада био јако слаб.
Структура слике у Србији и Северној Македонији је монументална, и композиције су великих размера. Слика је плитка и архитектонски облик тече тако да затвара плитак простор. Фигура је често сучелице постављена и суздржана у покрету. Промене се дешавају у 13. веку почев од 10. века. У западној Европи је уништена зидна слика појавом витража. У Италији постоје извесни квалитети. У овом добу наша уметност је свакако на највишем нивоу. Фигура добија у пластичности. У композицији се јавља вишесложеност, појављује се више лица и остварује се дубљи простор. Од раније наша уметност познаје а у 13. веку долази до изражаја обрнута перспектива која поседује иреална својства извлачи га из реалног сликарског простора и подређује га композицији и законитостима слике. Простор је повезан зидом који тече заједно са посматрачем.
У току 15. века монументалност која је карактеристична за 13. век постепено опада. Потенцира се драматички моменат. Драперија која се развија између елемената се узнемирује и учествује у композицији слике. Сликарство Моравске школе стара се о детаљу и допадљивом колориту слике. Међу споменицима изузетак чини и сликарство и архитектура Рашке школе и манасијско сликарство који теже ка једном ретком и траженом колористичком сазвучју.
У време Турака ограниченим мерама око Пећке патријаршије покушава се повратити ниво на коме је било сликарство у 13. веку.
Мајстори који су израђивали фреске већином су непознати и ако се потпишу они то учине на месту које се тешко може уочити као Макарије у Љубостињи, Јован у Раваници и др. Они су радили за славу у другоме свету.